# Hoarda Albastră

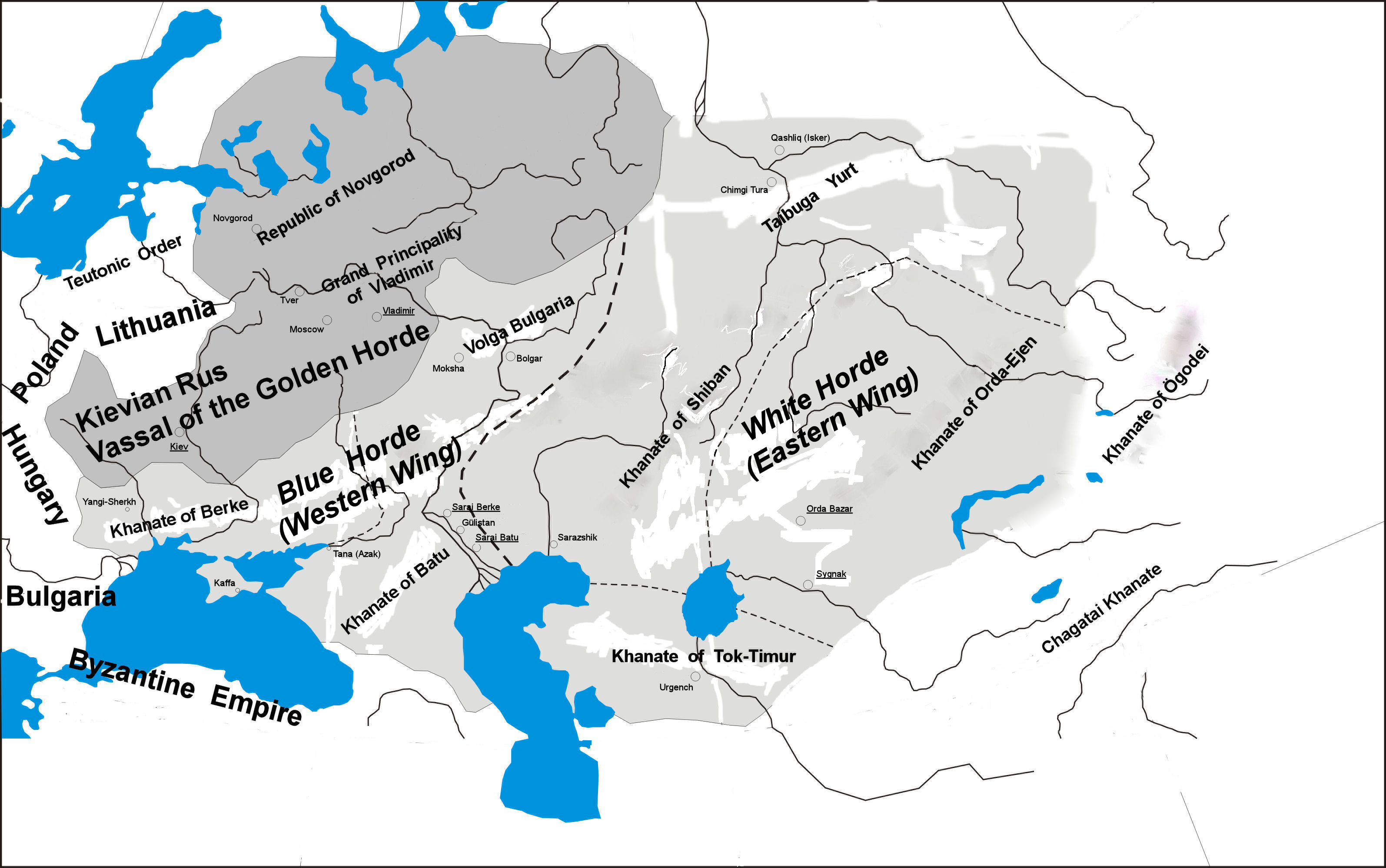
Harta Hoardei de Aur cu părțile sale constitutive, inclusiv Hoarda Albastră (vest), Hoarda Albă (est) și vasalii ruși.

Hoarda Albastră (în mongolă Хөх орд/khökh ord, în tătară Күк Урда, transliterat Kük Urda, în turcă Gök Ordu) a fost o componentă crucială a Imperiului Mongol înființat după dispariția lui Genghis Khan în 1227. Funcționând ca partea de vest a Hoardei de Aur divizate, a contrastat cu segmentul estic al Hoardei Albe, numite după tradiția mongolă și turcă a culorilor punctelor cardinale (vezi sistemul cardinal turcic).

## Problema identificării culorii hoardelor
În istoriografie, există utilizări contradictorii ale terminologiei de culoare în sursele medievale.

### Partea de est a Hoardei de Aur
Conform punctului de vedere tradițional din cronicile ruse, Hoarda Albastră este văzută ca partea de est a Hoardei de Aur, care se regăsea în fidelitate la vest și care era guvernată de descendenții lui Orda Khan. După lupta de succesiune a liniei lui Batu din anii 1360, cunoscută sub numele de „Marele Necazuri”, autoritatea ambelor părți ale Hoardei de Aur a fost trecută în mâinile descendenților lui Jochi.
Potrivit cronicilor rusești, Hoarda Albastră a fost situată la est de Volga și este menționată de două ori: prima dată în legătură cu Marile Necazuri, care s-au încheiat prin urcarea pe tron a lui Tokhtamysh ("țarul din hoarda albastră"), iar a doua - cu invazia lui Timur în 1395.
 

### Partea de vest a Hoardei de Aur
Conform punctului de vedere mai puțin popular și alternativ, Hoarda Albastră, dimpotrivă, corespunde părții de vest a Jochid Ulus (Hoarda de Aur). Această opinie se bazează pe informațiile din lucrarea persană din secolul al XV-lea „Muntakhab atm-tavarikh-namu” de Muin ad-Din Natanzi (în literatura contemporană întâlnită și „de către autorul anonim Of iskandera”). În această lucrare se menționează despre administrarea Hanului Hoardei de Aur Toqta (ce a domnit între 1291–1312).
Cu toate acestea, așa cum au arătat studiile contemporane, ele sunt, probabil, înțelese greșit, deoarece în tradiția persană culorile albastru și alb indică puncte cardinale opuse în comparație cu tradiția turcă și mongolă.

### Una dintre părțile din Est a Hoardei de Aur
În Kazahstan există un al treilea punct de vedere, conform căruia împărțirea în Hoarda Albă și Albastră se referă doar la partea de est a Jochid Ulus. În consecință, Hoarda Albastră este înțeleasă ca apanajul lui Shiban, un alt fiu al lui Jochi, care se afla între aripa dreaptă a Hoardei de Aur și hoarda lui Orda Khan (pe teritoriul din vestul Kazahstanului modern). 

## Fondare
Batu Han a fondat Hoarda Albastră după retragerea din Europa în 1242, iar până în 1245, Sarai, capitala Hoardei Albastre, a fost fondată pe cursul inferior al fluviului Volga. În același timp, ținuturile estice ale Hoardei de Aur au fost administrate de fratele mai mare al lui Batu, Orda, iar acestea au ajuns să fie cunoscute ca Hoarda Albă. Batu și-a afirmat controlul asupra principatelor ruse după ce a jefuit orașele Vladimir în 1238 și Kiev în 1240, forțându-le să plătească tribut anual și să accepte nominalizările sale de prinți.

## Epoca de aur
Hoarda Albastră se întindea de la râul Ural până la gurile Dunării și Carpați. A cerut tribut de la majoritatea principatelor ruse și a efectuat raiduri spre vest până în Polonia și spre sud până în Iran și Bulgaria.
Începând cu convertirea lui Berke la islam, Hoarda Albastră a făcut o alianță tradițională cu mamelucii din Egipt împotriva rivalului lor comun, ilhanizii.
Din anii 1280 până în 1299, Hoarda Albastră a fost de facto sub controlul a doi hani, hanii legitimi și Nogai Han, un războinic și un făuritor de regi, care a făcut o alianță cu Imperiul Bizantin și a invadat țările care se învecinau cu Hoarda Albastră, în special în Balcani. Preeminența lui Nogai a fost încheiată prin afirmarea legitimului Han Toqta, iar Hoarda Albastră a atins apogeul puterii și prosperității sale în timpul domniei lui Uzbeg Han (Öz Beg) și a fiului său Jani Beg, la mijlocul secolului al XIV-lea, când a intervenit în afacerile dezintegrării Ilhanatului.

## Căderea
Hoarda Albastră a rămas puternică de la întemeiere (în jurul anului 1240) până în anii 1350. Problemele din vestul hoardei au dus la eventualele pierderi ale Țării Românești, Dobrogei, Moldovei și a vestului Ucrainei și a principatelor vasale de la vest de Kiev, pierzând acele pământuri în fața Lituaniei după ce a fost învinsă de armata sa în bătălia de la Apele Albastre din 1362 și a Poloniei. Moartea lui Jani Beg a dus la intrarea Hoardei Albastre într-un război civil prelungit, cu khani concomitenți luptându-se între ei și nu deținând nicio putere reală. În același timp, Mamai a devenit regizor în Hoarda Albastră. În acest timp, Vasili I al Moscovei a profitat de luptele interioare și a încetat să plătească tribut Hoardei, deși Hoarda a efectuat încă unele atacuri asupra Moscovei, cum ar fi un raid în 1408.
Abia cu venirea lui Tokhtamysh, khanii concurenți au fost îndepărtați. El a unit Hoarda Albastră cu propria sa Hoardă Albă și a creat Hoarda de Aur în 1380. Hoarda Albastră s-a contopit în ambele hoarde, dar nu a dispărut cu adevărat până când în cele din urmă Hoarda de Aur a fost învinsă.